# Tetrapteron graciliflorum
Tetrapteron graciliflorum là một loài thực vật có hoa trong họ Anh thảo chiều. Loài này được (Hook. & Arn.) W.L. Wagner & Hoch mô tả khoa học đầu tiên năm 2007.